# Magnus el Fort
Magnus I — Magnus Nilsson (suec); Magnus Nielsen(danès)) (~1106 - 4 de juny del 1134, Batalla de Fotevik) fou un duc que va governar Götaland al sud de Suècia del 1125 al 1130. El seu estatus com a governant de Suècia fou discutit inclús al seu temps, però avui és reconegut entre els monarques suecs històrics. Snorri Sturluson inventà un epítet per ell: Magnus el Fort. Magnus era fill del rei Nicolau de Dinamarca (Niels) i Margarida Fredkulla, la segona — o filla gran — del rei de Suècia Inge el Vell.

## Regnat

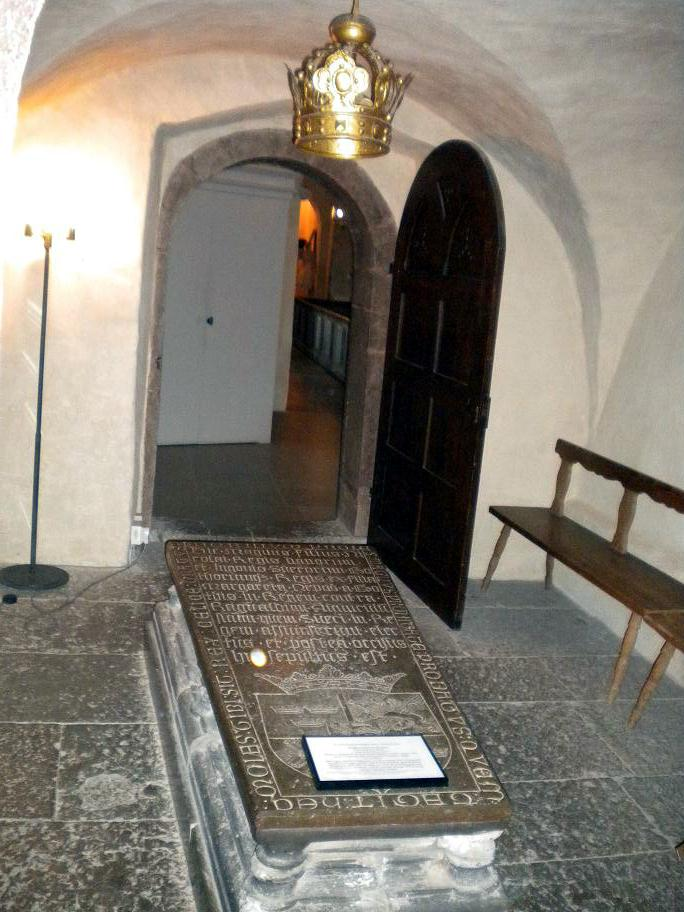
El monument del rei Magnus fou col·locat a Vreta al segle XVI però és un cenotafi – la ubicació del seu enterrament real es desconeix.

Quan el cosí germà de la reina Margarida, Inge el Jove, va morir el 1125, Magnus reclamà el tron com el net de més edat d'Inge el Vell. Magnus fou reconegut pel gots d'Escandinàvia (Göterna) de Götaland, però segons la llei Västgötalagen, va haver d'acceptar també pels suions, una altra tribu al nord dels gots. Els suions, tanmateix, hi havia seleccionat Ragnvald Knaphövde. Segons Saxo Grammaticus, Ragnvald havia mostrat falta de respecte cap al gots per no haver pres un ostatge got. Com a represàlia, Ragnvald va ser assassinat pels partidaris de Magnus no gaire temps després.
Cap al 1127 Magnus es casà amb Riquilda, filla de Boleslau III de Polònia. El 1130, Magnus va donar suport a Boleslau III el conquerint Rügen. Les forces poloneses juntament amb una flota danesa van obligar els rani a reconèixer el domini polonès sobre l'illa. Magnus no és esmentat com a rei a la llei de Västergötland i probablement fou enderrocat del tron suec pel seu successor Sverker I de Suècia pels volts del 1130.
El 1131, amb l'assassinat del seu cosí i potencial rival pel tron danès, Canut Lavard, Magnus va tenir el pretext per col·locar com a l'hereu presumpte al seu pare el rei Niels. Encara que finalment donà suport a Niels, Magnus es va veure immiscit en una guerra civil contra Eric Emune, germanastre de Lavard. Va morir el 4 de juny de 1134 durant la batalla de Fotevik a Escània, on també el seu pare fou decisivament derrotat. Niels va morir més tard el mateix any.

## Llegat
Després de la mort de Magnus, la seva vídua Riquilda va retornar a l'altre costat del Mar Bàltic on es casà amb Volodar de Minsk, un governant ruríkida d'orígens vikings. Més tard tornà a Suècia i es casà per tercer cop amb l'home que va derrotar Magnus, el rei Sverker I.
El fill de Magnus, Canut V, va disputar el tron danès al seu cosí, Svend III. Quan Canut va morir el 1157, la descendència legítima de Magnus s'anà extingint. Nicolau, fill gran de Canut, nascut de la seva muller Helena de Suècia, va morir el 1180. Canut fill pòstum il·legítim, Valdemar, bisbe de Slesvig i Príncep-Arquebisbe de Bremen, va morir el 1236 com a darrer descendent de rei Magnus.